# Rieux, Oise
Rieux är en kommun i departementet Oise i regionen Hauts-de-France i norra Frankrike. Kommunen ligger i kantonen Liancourt som tillhör arrondissementet Clermont. År 2022 hade Rieux 1 553 invånare.

## Befolkningsutveckling
Antalet invånare i kommunen Rieux
| Referens: INSEE |